# Monarchie van het Verenigd Koninkrijk

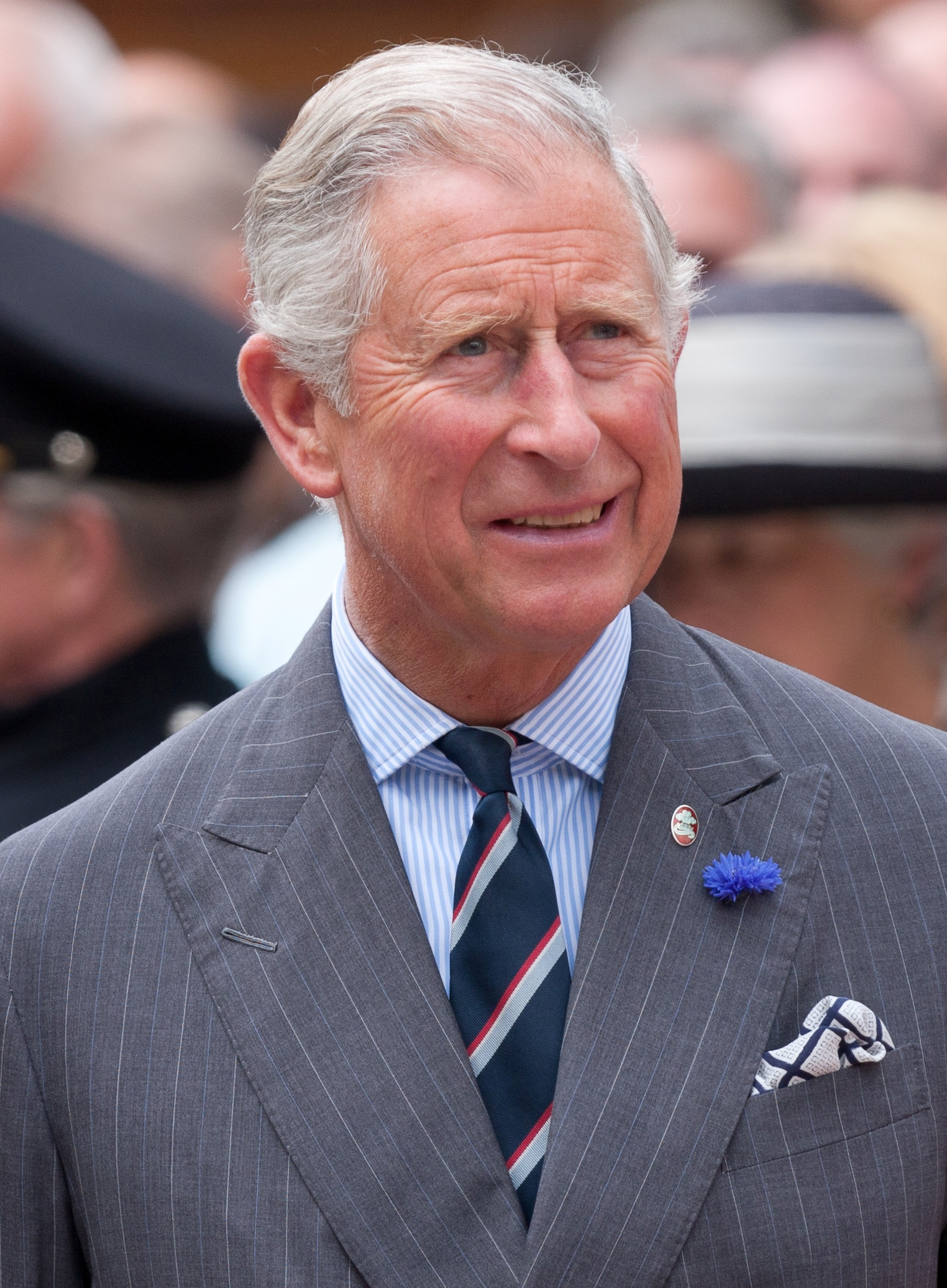
De huidige monarch, Charles III van het Verenigd Koninkrijk

De monarchie van het Verenigd Koninkrijk (in het spraakgebruik meestal: Britse monarchie) is de monarchie van het Verenigd Koninkrijk en haar overzeese gebiedsdelen. De huidige monarch, Charles III van het Verenigd Koninkrijk, zit op de troon sinds 8 september 2022 na het overlijden van Elizabeth II van het Verenigd Koninkrijk. 
De Britse monarchie ontstond uit diverse kleinere koninkrijken in middeleeuws Schotland en Angelsaksisch Engeland. In de 10e eeuw waren Engeland en Schotland de overgebleven koninkrijken.
In 1066 werd de laatste Angelsaksische koning, Harold II van Engeland, verslagen en vermoord tijdens de Normandische verovering van Engeland. De Engelse kroon ging naar Willem de Veroveraar en zijn afstammelingen.
Sinds 1707 (Koninkrijk van Groot-Brittannië) hebben de aparte landen van het Verenigd Koninkrijk geen eigen koning meer, maar is er één koning die over heel Groot-Brittannië heerst.

## Grondwettelijke rol
Hoewel het Verenigd Koninkrijk geen grondwet heeft, is de rol van het staatshoofd in de wet bepaald. Zo is de Koning - hij wordt ook wel: De Soeverein, De Kroon of Zijne Majesteit genoemd - een ceremonieel staatshoofd. Een zuiveringseed wordt afgelegd tegenover de Koning, en de Koning verschijnt op postzegels, munten en bankbiljetten. God Save The King wordt gebruikt als volkslied. 
Naast Koning is hij ook het hoofd van de Church of England, maar het werkelijke gezag over de kerk wordt uitgevoerd door de aartsbisschop van Canterbury.

## Titels en naam van de monarch

Het Wapen van het Verenigd Koninkrijk van Groot-Brittannië en Noord-Ierland. In Schotland wordt een ander wapen gehanteerd.

De volledige titel van Charles III is, in het Engels: Charles the Third, by the Grace of God, of the United Kingdom of Great Britain and Northern Ireland and of His other Realms and Territories King, Head of the Commonwealth, Defender of the Faith, and Sovereign of the Most Noble Order of the Garter.
De Soeverein staat bekend als "Zijne Majesteit" (His Majesty, als de Soeverein mannelijk is) en "Hare Majesteit" (Her Majesty, als de Soeverein vrouwelijk is). In internationale verdragen en op paspoorten verschijnt de term "Britannic Majesty", om de Britse vorst te kunnen onderscheiden van buitenlandse heersers. 
Bij de kroning van de koning kan een andere naam worden aangenomen. Deze naam hoeft niet per se de voornaam of een andere naam van de monarch zelf te zijn. Het valt te vergelijken met het kiezen van een pontificale naam door pausen. 
De handtekening van de koning is: Charles R. De R staat hier voor Rex (Latijn voor koning). Koning George V was naast Koning van het Verenigd Koninkrijk ook Keizer van India. Hij tekende zijne documenten dan ook met "George RI". De I staat hier voor: Imperator (keizer).
Normaliter spreekt men de koning eenmaal aan met "Your Majesty" ("Uwe Majesteit"). Daarna gebruikt men "Sir", wat in het Nederlands "meneer" betekent.

## Meerdere landen
Omdat de Britse monarch aan het hoofd staat van het Gemenebest van Naties, is deze, naast staatshoofd van Groot-Brittannië, ook staatshoofd van veel van die landen (de Commonwealth realms): Antigua en Barbuda, Australië, Bahama's, Belize,  Canada, Grenada, Jamaica, Nieuw-Zeeland, Papoea-Nieuw-Guinea, Saint Kitts en Nevis, Saint Lucia, Saint Vincent and the Grenadines, Solomonseilanden en Tuvalu.